# 伊朗高原

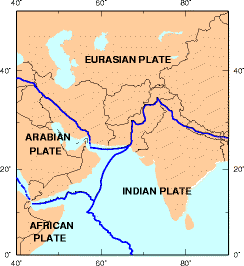
歐亞大陸板塊、阿拉伯板塊和印度板塊疆界線特寫。

伊朗高原（英语：Iranian Plateau），也稱波斯高原（Persian Plateau），是在中亚、南亚和西亚之間的地質特徵。它是歐亞大陸板塊的一部分，位於阿拉伯板塊和印度板塊的交界。它的西邊是扎格羅斯山脈，北部是裏海和克佩特山脈，西北部是亞美尼亞高原和高加索山脈，南部是霍爾木茲海峽和波斯灣，東部是印度的印度河-恆河平原 。
歷史上，在這塊地區曾出現過安息帝國（帕提亞）、米底王國、阿契美尼德帝國和薩珊王朝（法爾斯），屬於伊朗的心臟地帶，也包含大伊朗先前領域的部分地區。
伊朗高原從西北的裏海到東南的俾路支斯坦，延伸將近2,000公里。它涵蓋伊朗的絕大部分，加上印度河以西的阿富汗和巴基斯坦，總面積約3,700,000平方公里。雖然當地被稱為“高原”，但它遠非平坦，而包含數個山脈，最高峰是厄爾布爾士山脈的德馬峰，高度5,610公尺，伊朗中部克爾曼市以東的盧特沙漠，海拔高度則降到300公尺以下。

## 地質
在地質學上，這個被稱為伊朗高原的是岡瓦那大陸的增生地體，一個處於北部的圖蘭地台，和扎格羅斯褶皺逆衝斷層帶（往北移動的阿拉伯板塊與歐亞大陸碰撞所形成的縫合帶）之間的區域。由於世人對大陸碰撞帶有普遍的興趣，而且對伊朗的地質學，特別是經濟地質學曾做過長期研究（但伊朗的主要石油蘊藏並不在這個高原之上），因此對這個地區的地質條件了解甚多。

## 地理
伊朗高原在地質上是指阿拉伯板塊與歐亞大陸板塊碰撞而形成的巨大褶皺逆衝斷層帶山脈以北的區域。根據此定義，伊朗的西南部並未包含在高原之內。
它從伊朗西北部東阿塞拜疆省一直延伸到印度河以西的阿富汗及巴基斯坦。它還包括阿塞拜疆共和國，伊拉克庫爾德斯坦，以及土庫曼斯坦的小部分。高原海拔一般約在900－1500公尺之間。
伊朗高原的山脈可分為五個主要的次區域（見下文）。
高原西北部有本廷山脈和托魯斯山脈的交彙處，地形崎嶇不平，與它西邊的安納托利亞高原相比，海拔更高，氣候更惡劣，降水量更大，這個區域以“前托魯斯山脈”之名而為人知，山峰的平均海拔超過3,000公尺。亞拉臘山在前托魯斯山脈區域，最高點在土耳其境內，高度5,137公尺（16,854英尺）。凡湖（也在土耳其境內）位於山區，海拔1,546公尺（5,072英尺）。
主要的河流發源自前托魯斯山脈：阿拉斯河向東流入裏海。幼發拉底河和底格里斯河往南流，先在伊拉克會合，然後流入波斯灣。這些山中也有幾條小溪，流入黑海或內陸的凡湖。印度河始於西藏的高地，從頭到尾流經巴基斯坦，幾乎就是沿著伊朗高原的東部邊緣南下，形成伊朗高原的東部邊界。
安納托利亞東南部位於前托魯斯山脈以南。是一個連綿起伏的丘陵和廣闊的高原地區，一直延伸到敘利亞。海拔逐漸降低，從北部的大約800公尺（2,600英尺）到南部的大約500公尺（1,600英尺）。小麥和大麥是這個地區傳統上的主要農作物。

### 高原上的山脈

#### 伊朗境內西北山脈
- 厄爾布爾士山脈
  - 德馬峰，高5,610公尺 (18,410英尺)

#### 中央伊朗高原
- - 哈扎蘭峰（英语：Hazaran），高4,500公尺 (14,800英尺)
  - 吉巴爾·巴里子山脈（英语：Jebal Barez）

#### 伊朗東部山脈
- - 克佩特山脈
    - 最高峰西阿·卡瓦尼峰（Kuh-e Siah Khvani），高3,314公尺 (10,873英尺) 36°17′N 59°3′E / 36.283°N 59.050°E

  - 埃斯得傑山（Eshdeger Range）高2,920公尺 (9,580英尺) 33°32′N 57°14′E / 33.533°N 57.233°E
- 俾路支斯坦
  - 西卡藍峰（英语：Mount Sikaram），高4,755公尺 (15,600英尺) 34°2′N 69°54′E / 34.033°N 69.900°E
  - 塔夫坦火山，高3,941公尺 (12,930英尺) 28°36′N 61°8′E / 28.600°N 61.133°E
  - 紮根·葛山（英语：Zarghun Ghar），高3,578公尺 (11,739英尺) 30°16′N 67°18′E / 30.267°N 67.300°E

### 河流和平原
- 卡維爾鹽漠
- 盧特沙漠
- 扎日·穆連凹地（英语：Hamun-e Jaz Murian）
  - 哈利爾河（英语：Halil River）
- 加夫霍尼鹽鹼灘（英语：Gavkhouni）
  - 扎因代河
- 錫斯坦盆地（英语：Sistan Basin）
  - 赫爾曼德河
  - 法拉河

## 歷史
在青銅時代，埃蘭橫跨扎格羅斯山脈，連接美索不達米亞和伊朗高原。從楔形文字中得知的阿拉塔王國可能位於伊朗高原的中部。在遠古時代，由於波斯的阿契美尼德王朝起源於波斯（或稱法爾斯（Fars）），這個地區因此被稱為波斯。自薩珊王朝時代起，中古波斯語的Erān（即現代波斯語的Irān）就開始被用來指這個國家（而不是當作種族稱號）（請參閱伊朗名稱來源以及伊朗名稱）。

## 考古遺跡
伊朗高原的考古遺址和文化地點包括：
- 伊朗高原中部（“吉羅夫特文化（Jiroft culture）”）
  - 沙赫里·索赫塔（英语：Shahr-i Sokhta）
  - 卡諾·珊朵（英语：Konar Sandal）
  - 葉海亞台形遺址（英语：Tepe Yahya）
- 贊雅德河文明（英语：Zayandeh River Civilization）
- 錫亞勒克台形遺址（英语：Tappeh Sialk）
- 舊石器時代遺址
  - 尼亞薩（英语：Niasar）
  - 塞菲·阿貝（英语：Sefid-Ab）
  - 卡夫塔·洪（Kaftar Khoun）[5]
  - 卡列·博茲（英语：Qaleh Bozi）
  - 米拉客（英语：Mirək）
  - 德拉真（英语：Delazian）
  - 塔巴斯
  - 馬西萊（Masileh）

## 植物
高原擁有歷史悠久的橡樹林和楊樹林。在設拉子周圍有橡樹林。還有楊樹、榆樹、梣樹、柳、核桃、松樹、和柏樹，但是前述中的後面兩種屬於少見。從公元1920年開始，楊樹被砍伐，用於製作門，榆樹用於製作犁。其他樹木，如相思樹、柏樹、和土耳其斯坦榆樹也用於製作裝飾器物。在花卉方面，高原有歐丁香、茉莉花、和薔薇。山楂和南歐紫荊（Cercis siliquastrum）兩者很常見，用於編織籃子。

## 動物
高原上有相當多的野生動物，包括豹、熊、鬣狗、野豬、高地山羊、瞪羚、和摩弗侖羊。這些動物大多見於高原樹木茂密的山區。裏海和波斯灣的沿岸有水禽棲息，例如海鷗、鴨、和雁。在半沙漠地區中有鹿、刺猬、狐狸、和22種囓齒動物，俾路支斯坦則有手掌松鼠和亞洲黑熊。
俾路支斯坦地區，以及厄爾布爾士山脈和扎格羅斯山脈的山坡上有各式各樣的兩棲動物和爬蟲類，例如蟾蜍、蛙類、陸龜、蜥蜴、蠑螈、鼠蛇、歐洲貓蛇、和蝰蛇科。波斯灣有200種魚類。在裏海有30種很重要的商用鱘魚。 

## 經濟
伊朗高原的居民透過伐木，製作門、犁、和籃子。也種植果樹，生產梨、蘋果、杏桃、榅桲（別名木梨）、李子、油桃、櫻桃、桑葚，而桃在20世紀變得很常見。扁桃仁（杏仁）和開心果在比較溫暖地區很常見。還種有椰棗、橙、葡萄、瓜類、和萊姆。其他的食用植物包括馬鈴薯和花椰菜，是直到歐洲人在定居點把灌溉系統改善之後才得以種植。其他的蔬菜，有高麗菜、番茄、朝鮮薊、黃瓜、菠菜、蘿蔔、萵苣、和茄子。
高原地區還生產小麥、大麥、小米、豆類、鴉片、棉花、紫花苜蓿、和煙葉。大麥主要作飼馬用。芝麻供榨麻油用。到1920年，高原地區也種植蘑菇和藥用植物駱駝刺屬。在克爾曼省有種植藥用及香料植物葛縷子。

## 外部連結
- 伊朗歷史 （页面存档备份，存于）
- . Peakbagger.com.
- . Peakbagger.com.